# 豚鹿
豚鹿（学名：Axis porcinus）为鹿科花鹿属的动物。在中国大陆，分布于云南等地。该物种的模式产地在孟加拉。

## 亚种
- Axis porcinus subsp. annamiticus (Heude, 1888)[4]
- Axis porcinus subsp. porcinus

## 保护
- 中国国家重点保护动物等级：一级